# Cyril Davies
Cyril Davies (* 23. Januar 1932 in Denham, England; † 7. Januar 1964 in London) war ein britischer Bluesmusiker. Er sang und spielte 12-saitige Gitarre, ist aber vor allem für sein Mundharmonikaspiel bekannt. Davies gilt zusammen mit Alexis Korner und John Mayall als einer der Väter des europäischen Blues.

## Leben
Davies wuchs in Denham auf und arbeitete zunächst als Automechaniker, ehe er nach London ging. Dort spielte er zunächst Banjo bei Steve Lanes Southern Stompers. Zunehmend Bluesfan, betrieb er seit 1955 zusammen mit Alexis Korner den London Blues and Barrelhouse Club, der zuvor ein Skiffleclub war – laut Aussagen Alexis Korners war der Skiffleclub immer voll, aber am ersten Abend des Bluesclubs seien nur drei Leute gekommen –; dennoch wurde er zur Keimzelle der britischen Bluesbewegung. Davies und Korner spielten in Londoner Jazzklubs auch als Duo zusammen und initiierten die Blues Night im Roundhouse-Pub, wo sie Ende der 1950er Jahre auch zusammen mit Muddy Waters auftraten. Mit Korner gründete Davies 1961 die Band Blues Incorporated, aus der eine ganze Reihe bekannter Blues- und Rockmusiker und -bands hervorgingen. Im Londoner Stadtteil Ealing betrieben sie den Ealing Club, wo sich die Bluesszene traf und zusammen spielte. Blues Incorporated spielte oft samstags in dem Club; als Vorband fungierten keine geringeren als die Yardbirds oder die Rolling Stones, die damals noch unbekannt waren und durch Davies und Korner an ihre ersten Auftritte kamen.
1963 verließ Davies Blues Incorporated und gründete die Cyril Davies’ All Stars. Korner wollte eine Bläsersektion in die Band holen und mehr in Richtung Jazz gehen, für Blues-Purist Davies ein nicht akzeptabler Schritt. Als Nachfolger kam Graham Bond zu Blues Incorporated. Davies nahm mit Blues Incorporated, abgesehen von ein paar Singles, nur das Studioalbum R&B from the Marquee auf, das als erste europäische Bluesschallplatte gilt. Mit den All Stars veröffentlichte er gerade einmal zwei Singles vor seinem Tod. Die All Stars waren größtenteils die Band von Screaming Lord Sutch gewesen.
Anfang 1964 starb Cyril Davies an Leukämie. Long John Baldry führte die Band unter dem Namen Hoochie Coochie Men weiter.

## Diskografie
- The Legendary Cyril Davies (1957)
- Alexis Korner And Cyril Davies (1957–61)
- Cyril Davies (1962)
- R&B from the Marquee (1962)
- The Sound of Cyril Davies; EP (1964)
- Dealing With The Devil: Immediate Blues, Vol. 2 (1992)
- Stroll On (1992)